# Edward Gallaudet
Edward Miner Gallaudet (ur. 5 lutego 1837 w Hartford, Connecticut, zm. 26 września 1917 tamże) – amerykański pedagog (surdopedagogika), syn Thomasa Gallaudeta (twórcy Asylum for the Deaf and Dumb), pionier edukacji głuchoniemych w Stanach Zjednoczonych, współzałożyciel pierwszej amerykańskiej uczelni z programem przygotowanym specjalnie dla osób głuchych i niedosłyszących (National Deaf-Mute College, później Uniwersytet Gallaudeta) oraz wieloletni rektor tej uczelni i propagator kultury głuchych.

## Życiorys

### Dom rodzinny

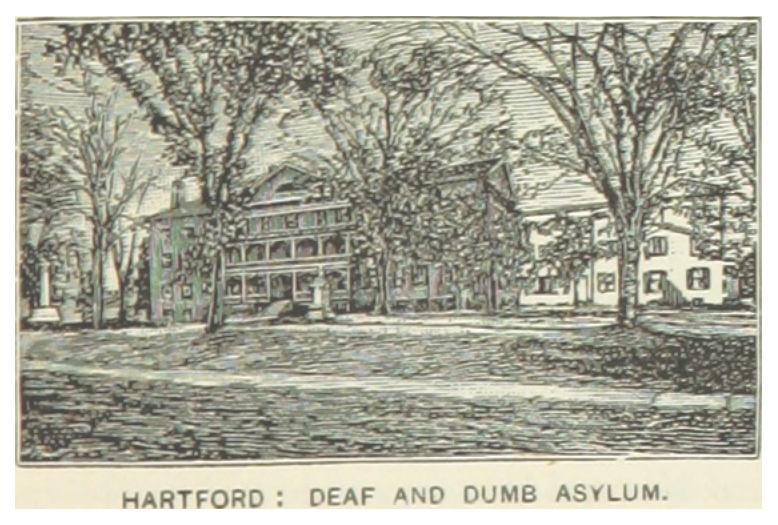
Asylum for the Deaf and Dumb w Hartford (1817)

Był najmłodszym z ośmiorga dzieci Thomasa Hopkinsa Gallaudeta (pastora w Hartford) i jego żony, Sophii Fowler. Sophia Gallaudet była osobą niesłyszącą. Rodzice Edwarda zamieszkali w roku 1811 w sąsiedztwie rodziny znanego lekarza chirurga, Masona Cogswella, i jego żony, Mary. Dziewięcioletnia córka sąsiadów była izolowana przez inne dzieci z powodu głuchoty, kojarzonej wówczas z niedorozwojem umysłowym. Thomas Gallaudet podjął próby nawiązania kontaktu z dziewczynką i nauczenia jej komunikowania się z otoczeniem za pomocą obrazków i pisanych na piasku liter. Wraz z dr. Cogswellem doprowadził do utworzenia szkoły dla niesłyszących dzieci z okolicy. W czasie 15-miesięcznego pobytu w Europie – finansowanego przez rodziny i przyjaciół – poznał  metody nauczania stosowane w Paryżu, w pierwszej publicznej szkole dla niesłyszących dzieci, założonej w roku 1755 przez de L’Épéego (L'Institut National de Jeunes Sourds de Paris). Charles-Michel de L’Épée stosował język język migowy, porównując go do „języka uniwersalnego”, o którym marzyli m.in. Rousseeau i Leibniz, zrozumiałego dla wszystkich – takiego, który „nie byłby środkiem do przekazywana myśli i uczuć, lecz w pewien magiczny sposób sam byłby myślą i uczuciem” (Sacks, 2011). 
Thomas Gallaudet wrócił do Hartford w roku 1816. Towarzyszył mu Laurent Clerc, głuchoniemy instruktor ze szkoły paryskiej (asystent de L’Épéego), zatrudniony na stanowisko nauczyciela w planowanej lokalnej szkole dla głuchoniemych – pierwszej amerykańskiej szkole tego typu. W kwietniu 1817 roku w Hartford rozpoczął działalność Asylum for the Deaf and Dumb (ośrodek opiekuńczy dla głuchoniemych). Pierwszą uczennicą była Alice, a po roku mury szkoły wypełniali uczniowie w wieku od 10 do 51 lat. 
W następnych latach Thomas Gallaudet i Laurent Clerc wytrwale rozwijali specyficzne metody edukacji głuchoniemych oraz amerykańską odmianę francuskiego języka migowego (ASL – American Sign Language). Zyskali wielu entuzjastycznych naśladowców – otwierano liczne podobne szkoły z internatami, w których rozwijała się specyficzna kultura Głuchych. 
Edward Gallaudet urodził się po 20 latach od otwarcia Asylum for the Deaf and Dumb (1837). Jako syn Thomasa Gallaudeta i niesłyszącej matki od wczesnego dzieciństwa znał możliwości i psychiczne potrzeby ludzi niesłyszących oraz język migowy (był on jego pierwszym poznanym językiem). Stał się kontynuatorem misji swojego ojca i Laurenta Clerca.

### OdKendall SchooldoGallaudet College

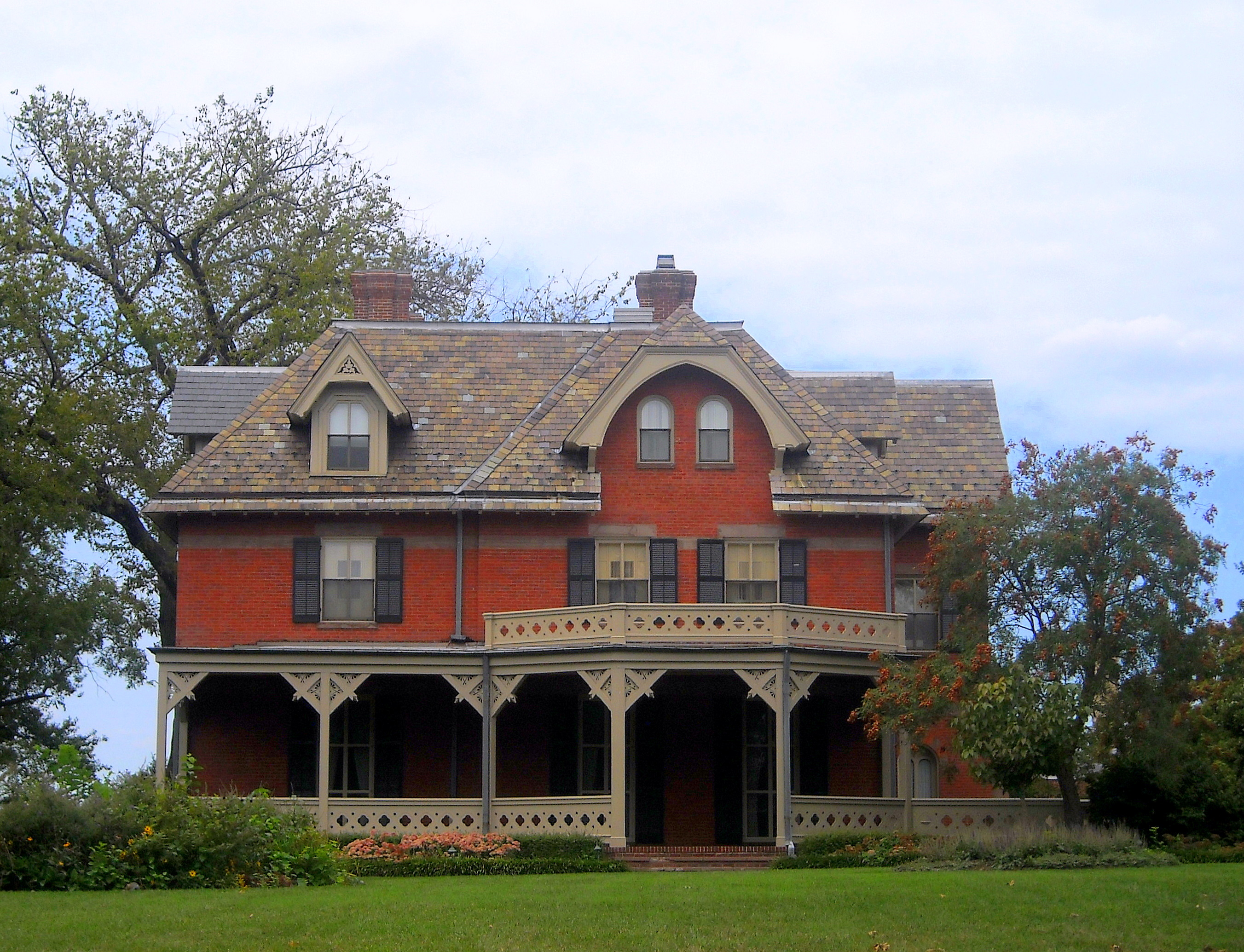
Rezydencja Edwarda Gallaudeta, House One (1867) w kampusie Uniwersytetu Gallaudeta w Waszyngtonie (obiekt umieszczony w National Register of Historic Places)

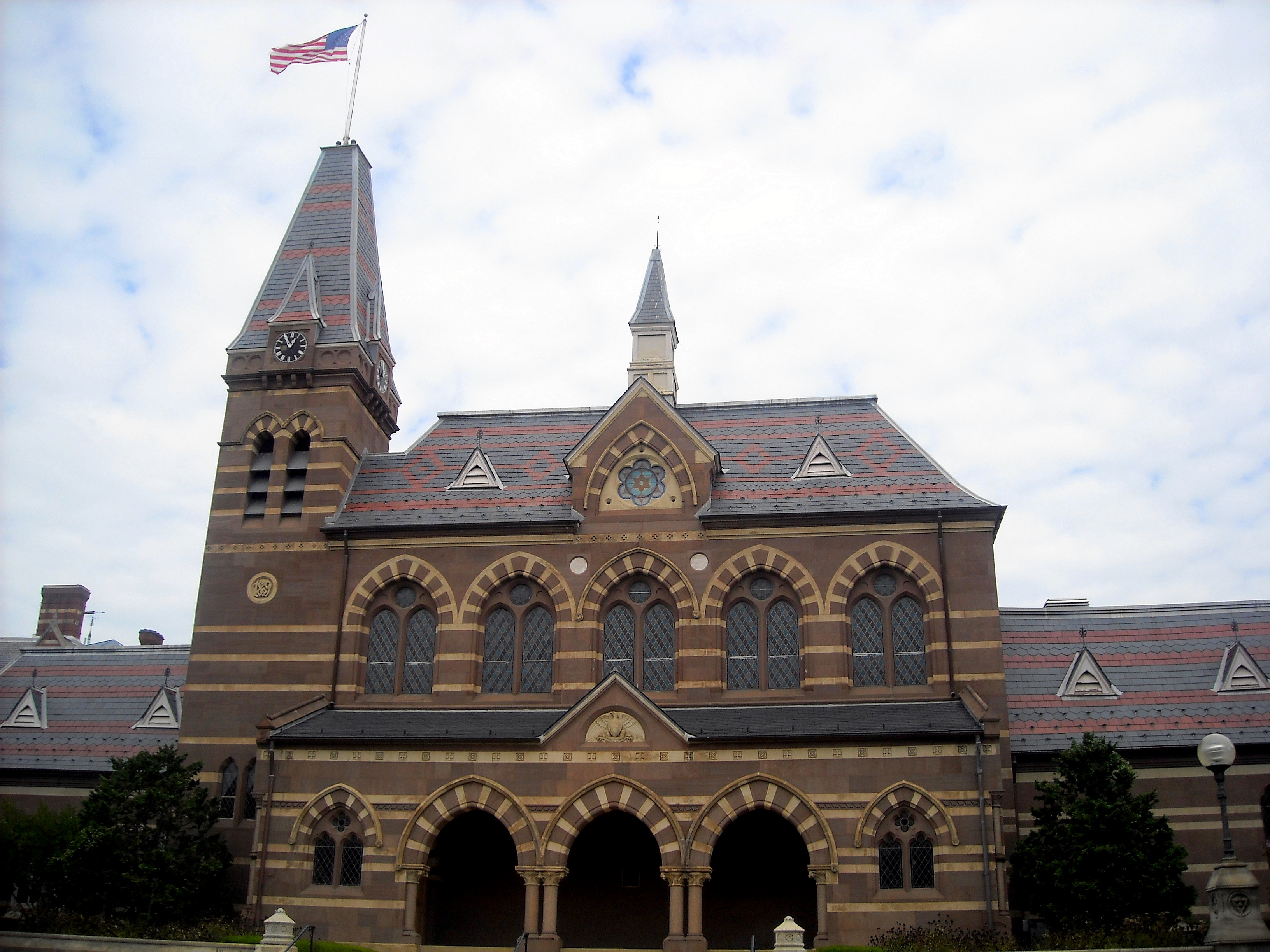
Kaplica Uniwersytetu Gallaudeta

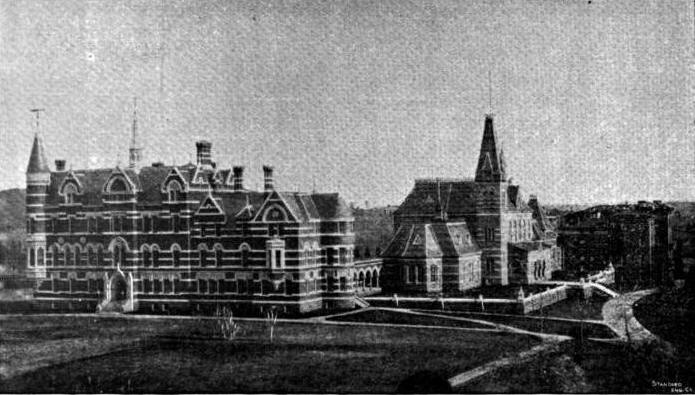
Columbia Institution for the Deaf ok. 1893

Koncepcje edukacyjne Thomasa Gallaudeta i Laurenta Clerca budziły duże zainteresowanie. Coraz powszechniejsze było przekonanie, że konieczne jest umożliwienie głuchoniemym zdobywania wyższych stopni wykształcenia (czego się domagali), przy czym wskazane jest umożliwienie im korzystania z naturalnego dla niesłyszących języka migowego. Pierwsza szkoła tego typu – Kendall School – powstała w roku 1857 z inicjatywy Amosa Kendalla, znanego adwokata, polityka, wydawcy, filantropa. A. Kendall przekazał na ten cel swój dom z ponad 8 tys. m² gruntu (Kendall Green) w Waszyngtonie. Pierwszym kuratorem został 20-letni Edward Miner Gallaudet (Thomas Gallaudet zmarł w roku 1851), polecany przez Isaaca Lewisa Peeta. Matka młodego i nieżonatego kuratora, wdowa Sophia Fowler, została uznana za matronę szkoły. Edward Gallaudet kierował instytucją przez ok. 50 lat. Przyczynił się w wielkim stopniu do jej szybkiego rozwoju. W roku 1860 program nauczania obejmował m.in. język angielski, nauki moralne i polityczne, sztukę, historię naturalną, astronomię. Wstępnie sprawdzano znajomość matematyki, angielskiej gramatyki, historii, geografii, fizjologii, filozofii, łaciny.
W czerwcu 1864 roku Kongres Stanów Zjednoczonych nadał szkole Kendalla status Columbia Institution for the Education of the Deaf and Dumb and the Blind. Po kilku miesiącach usunięto fragment and the Blind i w następnym roku zainaugurowano działalność National Deaf-Mute College. W czasie inauguracji wystąpił John Carlin, szanowany niesłyszący artysta malarz i poeta, który otrzymał honorowy tytuł Master of Arts. Columbia Institution otwarto dla pięciu uczniów (w ciągu roku ich liczba wzrosła do osiemnastu).
W latach 1866–1877 okazało się konieczne wybudowanie obszernych nowych budynków. W kronikach uczelni zanotowano m.in. wydarzenia z lat:
- 1867 – półroczna podróż Edwarda Gallaudet do placówek szkolenia niesłyszących we Francji, Anglii, Finlandii, Rosji, opisana w artykule pt. American and European Systems of Deaf Instruction Compared (w następnych latach zakupiono dla uczelni w Waszyngtonie od Charlesa Bakeradla, dyrektora szkoły dla niesłyszących studentów w Anglii, 600 rzadkich książek z XVII i XIX wieku na temat edukacji)
- 1869 – wręczenie dyplomów, podpisanych przez prezydenta[b] Ulyssesa S. Granta – trzem pierwszym absolwentom[14] (Joseph G. Parkinson, James H. Logan, John B. Hotchkiss[12])
- 1880 – udział Edwarda Gallaudeta w międzynarodowej konferencji w Mediolanie, na której uchwalono deklarację, że ustna metoda edukacji jest lepsza od manualnej (ręcznej, sign), czemu sprzeciwiała się delegacja amerykańska (E. Gallaudet, niesłyszący J. Denison, Ch. Stoddard, I. Pee)[15]
- 1880 – założenie National Association of the Deaf (NAD), reprezentującego 21 stanów (założyciele: Edmund Booth, Edwin A. Hodgson oraz Robert P. McGregor z „Gallaudet”, pierwszy przewodniczący NAD)[16]
- 1881 – zakończenie tworzenia gimnazjum „Ole Jim”, z pierwszym w USA krytym basenem, podobnym do oglądanych przez Edwarda Gallaudeta w krajach skandynawskich i w Rosji
- 1883 – organizacja pierwszej uczelnianej drużyny piłki nożnej (trener: John B. Hotchkis), która była przez dziesięć lat w czołówce Dystryktu Kolumbii
- 1883 – kolejna podróż Edwarda Gallaudeta do Anglii w ramach prac Królewskiej Komisji nad międzynarodowymi zasadami edukacji osób niesłyszących (dyskusja nt. metod „ustnych”, „ręcznych” i kombinowanych)[17]
- 1887 – przyjęcie do szkoły pierwszej kobiety
- 1889 – udział E. Gallaudeta w International Congress of Deaf-Mutes w Paryżu
- 1889 – utworzenie stowarzyszenia absolwentów uczelni – Gallaudet University Alumni Association (spotkanie założycielskie 27 czerwca w Waszyngtonie, podczas trzeciego zjazdu National Association of the Deaf)[12]
- 1892 – uzyskanie licencjatu z filozofii przez pierwszą niesłyszącą kobietę – Alto M. Lowman (1869–1912); powstanie tajnego stowarzyszenia studentek, kierowanego przez May Martin, pierwszą niesłyszącą amerykankę, która osiągnęła stopień magistra (1900), i Agathę Tiegel Hanson
- 1892 – rozpoczęcie wydawania uczelnianego czasopisma Buff and Blue
- 1893[18] lub 1894[19] – zmiana nazwy National Deaf-Mute College na Gallaudet College, dla uhonorowania Wielebnego Thomasa Gallaudeta (od roku 1986 nosi nazwę Gallaudet University)[18][19].

## Kontrowersje Edward Miner Gallaudet – Alexander Graham Bell

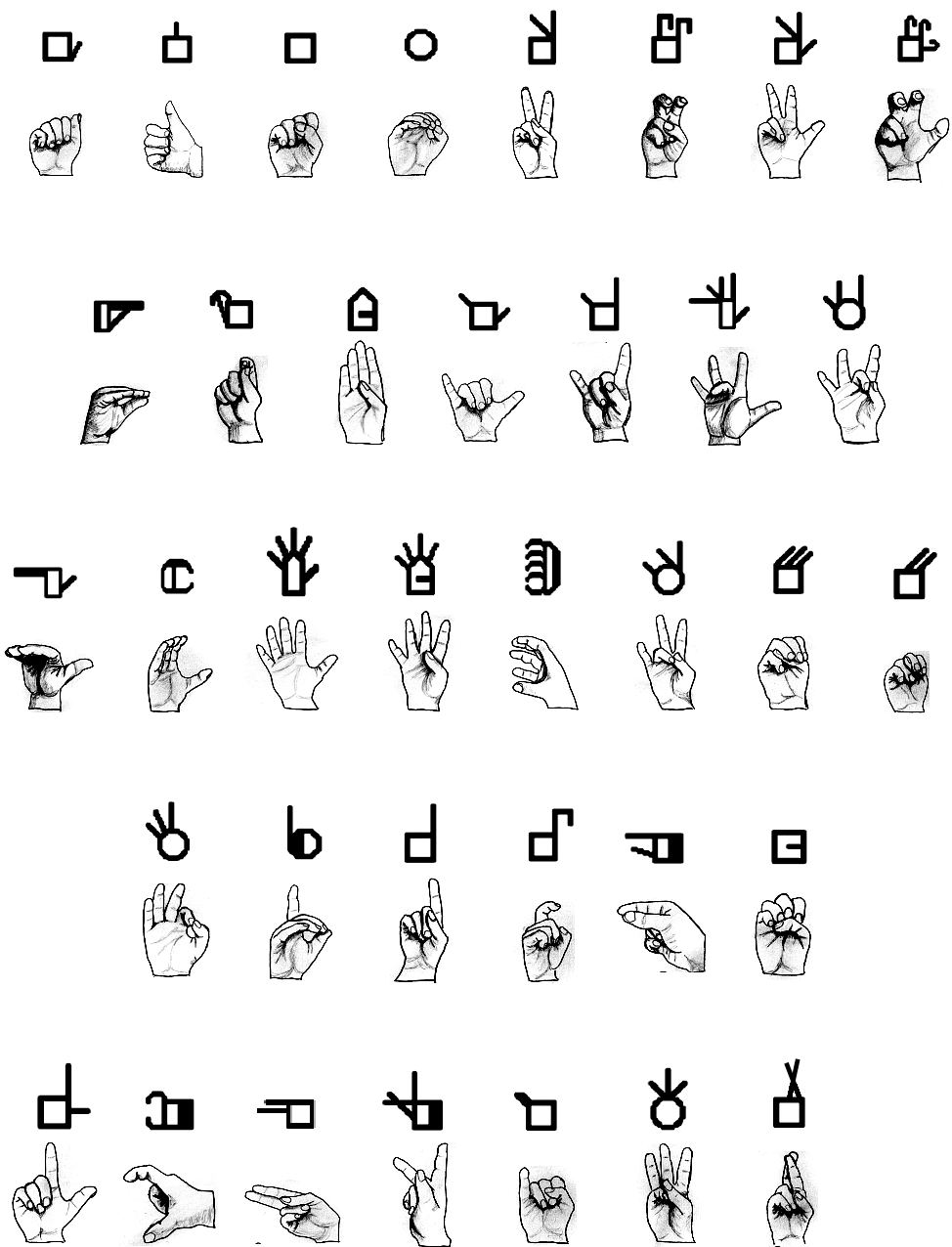
Znaki ASL SignWriting i odpowiednie układy dłoni

Mimo sukcesów National Deaf-Mute College i Gallaudet College oraz ich absolwentów, zgodne z koncepcjami de L’Épéego i Laurenta Clerca metody nauczania i wychowania nie zostały zaakceptowane powszechnie. Rozwój tej uczelni i podobnych szkół dla niesłyszących napotykał na opór ze strony wpływowych środowisk, skłaniających się do opinii Alexandra Bella.
Graham Bell (ur. 1847), logopeda i wynalazca (telefon, głośnik, mikrofon) był przekonany, że nauczanie niesłyszących musi polegać na przymuszaniu ich do rezygnacji z korzystania z naturalnego języka migowego – i do nauczenia się języka mówionego. Problemy niedosłyszących (m.in. matki, która żyła samotnie, nie chcąc przyznać się do głuchoty) próbował rozwiązać metodami technicznymi. Preferował nauczanie rozumienia mowy (języka ludzi słyszących) z użyciem wzmacniaczy dźwięku oraz uczenie wzrokowego czytania z ust osoby mówiącej w określonym lokalnym języku. Aby przyspieszyć nabywanie tej umiejętności niesłyszącym dzieciom krępowano ręce. Przeciwdziałano kontaktowaniu się dzieci niesłyszących (w grupach obserwowano spontaniczne tworzenie się własnych języków migowych). Taki system edukacji nie sprzyjał ich umysłowemu i psychicznemu rozwojowi, jednak był dość powszechnie akceptowany – w czasie międzynarodowej konferencji w Mediolanie (1880) uznano, że ustna metoda edukacji jest lepsza od korzystającej z języka migowego – systemu znaków przekazywanych rękami (w tym SignWriting, analogiczny do współczesnego PJM). Sprzeciwiała się temu jedynie delegacja amerykańska. Wbrew mediolańskiej deklaracji Edward Gallaudet zdecydował się utrzymać w swojej uczelni język sign obok innych metod. Uważa się obecnie, że ta decyzja miała fundamentalne znaczenie dla dalszego rozwoju edukacji niesłyszących.
Kontrowersje między Bellem i Gallaudetem, które nie zostały dotychczas jednoznacznie rozstrzygnięte, przedstawił m.in. Oliver Sacks w swojej popularnonaukowej książce Seeing Voices: A Journey into the Land of the Deaf (wydanej w języku polskim w roku 2011 pt. Zobaczyć głos. Podróż do świata ciszy). Sacks pisze w przedmowie: Nie zajmuję się zawodowo problemami ludzi niesłyszących i może dzięki temu moje podejście do nich jest w gruncie rzeczy dość obiektywne i pozbawione uprzedzeń; nie jestem zwolennikiem żadnych teorii, które dzięki tej książce mogłyby mi zapewnić lepszą pozycję w środowisku. Po takiej deklaracji opowiada się po stronie Edwarda Gallaudeta – sprzeciwiając się częstemu uznawaniu języka migowego za fragmentaryczny, ubogi, pantomimiczny…, pisze: 

Nic bardziej fałszywego. Należy zrozumieć, że język migowy w niczym nie ustępuje mowie, pozwalając na szybkie przekazywanie zarówno treści bardzo konkretnych, jak i poezji – nadaje się do prowadzenia dyskursów filozoficznych oraz mówienia o miłości – co więcej, często przewyższa język mówiony pod względem łatwości, z jaką umożliwia wyrażanie owych treści.

## Publikacje (wybór)
W swoich licznych publikacjach Edward Gallaudet oddawał hołd swoim poprzednikom (m.in. Life of Thomas Hopkins Gallaudet founder of deaf-mute instruction in America (1888)  oraz prezentował organizacyjne i metodyczne problemy edukacji osób niesłyszących. Opublikowano m.in. (wybór według Internet Archiwe):
- 1858 – An address in behalf of the Columbia Institution for the Instruction of the Deaf and Dumb and the Blind
- 1864 – Inauguration of the College for the Deaf & Dumb, at Washington, District of Columbia, June 28th
- 1868 – American and European systems of deaf-mute instruction compared
- 1875 – Governmental patronage of art
- 1875 – Vienna International Exhibition, 1873. Report on deaf-mute instruction
- 1879 – A manual of international law
- 1882 – President Garfield's connection with the National Deaf-Mute College, Washington, D.C.
- 1891 – The combined system of educating the deaf, An address delivered upon invitation before the second congress held under the auspices of the British Deaf and Dumb Association, in the mission hall of Glasgow Deaf and Dumb Mission
- 1892 – Education of deaf children: evidence of Edward Miner Gallaudet and Alexander Graham Bell, presented to the Royal commission of the United Kingdom on the condition of the blind, deaf and dumb
- 1896 – Is an oral college needed?
- 1896 – The combined system approved by friends of the orally taught
- 1897 – Dr. A. L. E. Crouter v. President E. M. Gallaudet : letters from the people, oral and sign language
- 1898 – The deaf and their possibilities : an address delivered before the National Educational Association, Washington, D.C.
- 1899 – Must the sign-language go?
- 1910 – The mental development of the deaf child

## Upamiętnienie

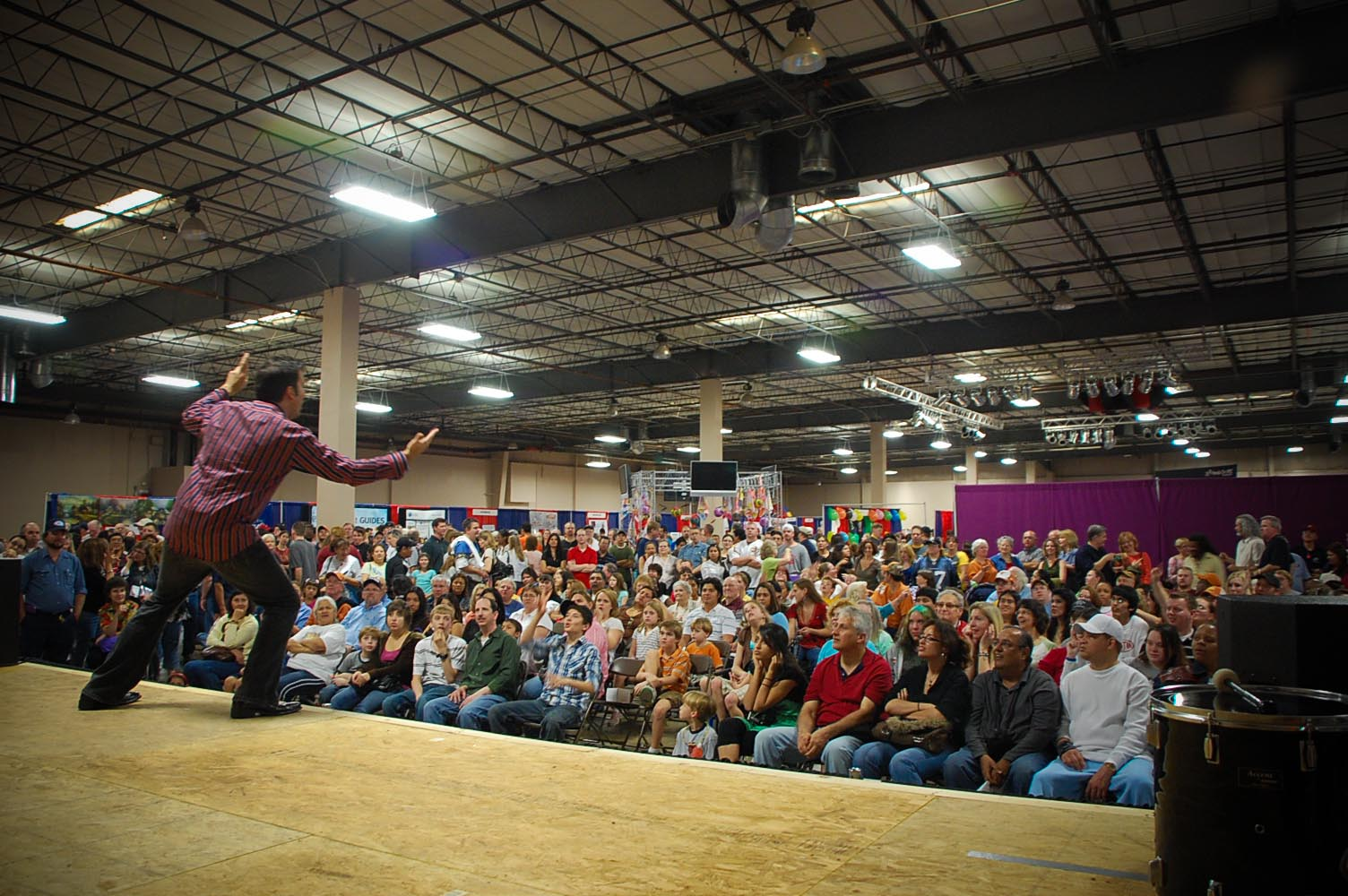
ASL Convention, Austin, 2008

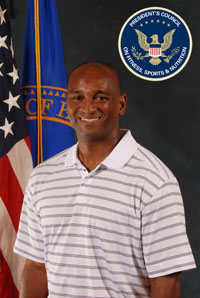
Curtis Pride (ur. 1968), od dzieciństwa niesłyszący zapolowy Major League Baseball, nauczyciel na Uniwersytecie Gallaudeta

Trwałą pamięć o dokonaniach Edwarda Gallaudeta gwarantuje rozwój Uniwersytetu Gallaudeta, w którym opracowano modelowe metody nauczania i wychowania głuchoniemych na poziomie podstawowym (realizowany w Kendall Demonstration Elementary School, 1970), średnim – (Model Secondary School for the Deaf, 1969) i wyższym (status uniwersytetu, Education of the Deaf Act, 1986). W roku 1988 społeczność Uniwersytetu Gallaudeta odniosła kolejne zwycięstwo w walce o równość praw osób posługujących się językiem migowym i mówionym – w wyniku spontanicznego strajku studentów. 
Protest wybuchł, gdy w czasie wyborów nowego rektora (kandydowała jedna osoba słysząca i dwie niesłyszące) przewodnicząca komisji wyborczej wypowiedziała się: niesłyszący nie potrafią jeszcze funkcjonować w normalnym społeczeństwie. Następnego dnia zorganizowano przemarsz ok. tysiąca studentów z kampusu do lokalu komisji, Białego Domu i Kapitolu (z hasłem Ciągle mamy marzenia. Żądamy pomocy Kongresu), a następnie rozpoczęto w kampusie strajk okupacyjny. Na transparentach pojawił się m.in. napis: Laurent Clerc domaga się głuchego rektora. Nie ma go tutaj, ale jest z nami duchem. Poprzyjcie nas (obserwujący wydarzenia Oliver Sacks usłyszał pytanie jednego z dziennikarzy: Kim, u licha, jest Laurent Clerc?). W wyniku siedmiodniowego strajku niesłyszącym rektorem uczelni (pierwszym po 124 latach jej funkcjonowania) został King Jordan, dotychczasowy dziekan School of Arts and Sciences. 
Pamięć o twórcach Uniwersytetu Gallaudeta utrwalają jego liczni absolwenci, osiągający swoje zróżnicowane cele w różnych dziedzinach życia. Jednym z nich jest Curtis Pride (ur. 1968), od dzieciństwa niesłyszący zapolowy Major League Baseball, który po zakończeniu kariery sportowej został nauczycielem na Uniwersytecie Gallaudeta. Otrzymuje on każdego roku setki listów od niedosłyszących lub głuchoniemych młodych ludzi i ich rodziców. Stara się odpowiadać na każdy z nich oraz organizuje liczne spotkania, na których popularyzuje problem i gromadzi niezbędne fundusze na rzecz dzieci niepełnosprawnych. Wśród wielu nagród i wyróżnień, które otrzymał, znajduje się tytuł „Role Model of the Year”, nadany przez Alexander Graham Bell Association. 

## Życie rodzinne
Edward Miner Gallaudet był dwukrotnie żonaty. W roku 1858 poślubił Jane Fessenden (nauczycielkę gry na pianinie w Columbia Institution dla niewidomych), z którą miał dwie córki (Katherine i Grace) oraz syna (zmarłego w dzieciństwie). Jane Gallaudet zmarła w roku 1866. Dwa lata później Edward Gallaudet ożenił się z Susan Denison. Mieli trzech synów i dwie córki.